# Brightline West
A Brightline West egy tervezett, magánvállalkozásban üzemeltetett nagysebességű vasútvonal az Amerikai Egyesült Államokban, amely a Las Vegas-völgyet és Rancho Cucamongát köti össze a Los Angeles-i nagyvárosban, a kaliforniai sivatagon keresztül. A vonal a Metrolink San Bernardino Line, a dél-kaliforniai elővárosi vasútvonal Rancho Cucamonga állomásán csatlakozik majd a meglévő vasútvonalhoz. A projekt célja, hogy alternatívát nyújtson a légi és autós utazáshoz Dél-Kalifornia és Las Vegas, a népszerű szabadidős célpont között. Az Egyesült Államok Közlekedési Minisztériuma 2023 decemberében a Brightline Westnek 3 milliárd amerikai dolláros támogatást ítélt oda az Infrastructure Investment and Jobs Act (Infrastruktúra beruházási és foglalkoztatási törvény) keretében. Az építkezés várhatóan nem sokkal a támogatás bejelentése után, 2023-ban kezdődött volna, azonban az építkezés most már 2024 elején kezdődik. 2027-re tervezik a kereskedelmi szolgáltatás megkezdését.
A vonalat 2005-től DesertXpress néven fejlesztették, és több fejlesztőn és befektetőn is átment. 2018 szeptemberében az XpressWest néven ismert projektet a Fortress Investment Group vásárolta meg, amely a floridai Brightline tulajdonosa, az Egyesült Államok egyetlen magánkézben lévő, városok közötti vasútvonalát üzemeltetője. Victor Valleyből a kaliforniai nagysebességű vasút palmdale-i állomására történő meghosszabbítása is megfontolás alatt áll.

## Építése
Az előkészítő munkálatok, amelyek a 15-ös autópálya útjogán végzett talajfelméréseket és akár 11 000 munkás felvételét foglalják magukban, 2024 januárjában kezdődtek. 2024. április 22-én tartották az alapkőletételi ünnepséget a tervezett Las Vegas-i állomás helyszínén, ami az építkezés hivatalos kezdetét jelzi. 2025 elején kezdődik a tervek szerint a nehéz építkezés.